# Камински, Томас
Томас Камински (пол. Thomas Kaminski; 23 октября 1992, Дендермонде, Бельгия) — бельгийский футболист, вратарь английского клуба «Чарльтон Атлетик». Вызывался в сборную Бельгии.
Участник чемпионата Европы 2024 года. На турнире не провёл ни одного матча.

## Клубная карьера

### Беерсхот
Томас начал карьеру, дебютировав в высшей бельгийской лиги в 2009 году за клуб «Беерсхот». Он стал основным голкипером команды в сезоне 2010/11. 

### Ауд-Хеверле Лёвен
В августе 2011 году Камински подписал однолетний контракт с «Ауд-Хеверле Лёвен», а также соглашение с «Андерлехт» на следующий сезон.

### Андерлехт
Дебютировал за многократного чемпиона Бельгии 25 августа 2012 года в матче против своего бывшего клуба «Ауд-Хеверле Лёвен». На сезон 2014/15 был отдан в аренду кипрскому «Анортосису». А сезон 2015/16 начал вместе в датским «Копенгагеном», проведя все матчи на скамейке запасных.

### Блэкберн Роверс
26 августа 2020 года Камински присоединился к команде из Чемпионшипа «Блэкберн Роверс», подписав двухлетний контракт.
После переезда в Англию Камински был обязан пройти карантин в рамках принятых в то время мер по борьбе с COVID-19 в Великобритании. Он дебютировал в чемпионате за «Блэкберн» 12 сентября в проигранном «бродягами» матче против «Борнмута» 2:3. К концу сезона 2020-21 Камински провёл 44 матча во всех соревнованиях и был назван болельщиками лучшим игроком кампании.
В феврале 2022 года он подписал новый контракт с клубом до лета 2025 года.

## Достижения
«Андерлехт»
- Чемпион Бельгии (2): 2012/13, 2013/14
- Обладатель Суперкубка Бельгии (3): 2012, 2013, 2014

«Копенгаген»
- Чемпион Дании : 2015/16
- Обладатель Кубка Дании: 2015/16

Индивидуальные
- Лучший игрок «Блэкберн Роверс» сезона: 2020-21